# Elülső ferde nyakizom

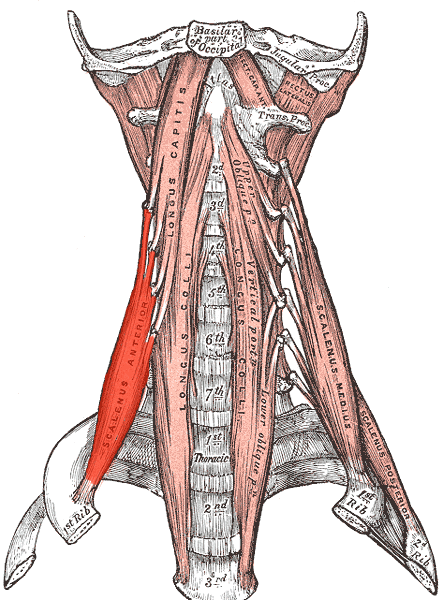
A nyak izmai (a vörös jelöli a scalenus anteriort)

A musculus scalenus anterior egy apró izom az ember nyakában.

## Eredés, tapadás, elhelyezkedés
A III., IV., V. és a VI. nyakcsigolya processus transversus vertebraenek a tuberculum anterior vertebrae cervicalisáról ered. Az első bordán (costa prima) tapad.

## Funkció
Emeli az első bordát és forgatja a nyakat.

## Beidegzés, vérellátás
A ramus anterior nervi spinalis idegzi be és az arteria cervicalis ascendens látja el vérrel.